# Peter Browngardt
Peter Florian "Pete" Browngardt (Sag Harbor, 12 de agosto de 1979) es un dibujante, artista de guion gráfico, escritor, actor de voz y productor estadounidense. Actualmente trabaja como productor ejecutivo y director creativo detrás de Looney Tunes Cartoons. Es conocido por ser el creador de Uncle Grandpa de Cartoon Network, en el que también da voz al personaje principal, un spin-off del anterior Secret Mountain Fort Awesome.

## Biografía
Browngardt ha tenido experiencia previa trabajando en programas como Futurama, Los hermanos Venture, Chowder y Las maravillosas desventuras de Flapjack. Su principal contribución a la serie Adventure Time es el guion gráfico y la escritura del episodio "Wizard". Se graduó en el Instituto de las Artes de California. En 2021, Browngardt firmó un acuerdo general con Warner Bros. Animation y Cartoon Network Studios que le permitirá desarrollar y producir programación animada en ambos estudios.
Browngardt también dirigirá el primer largometraje totalmente animado de Looney Tunes, The Day the Earth Blew Up: A Looney Tunes Movie, cuyo estreno en cines está previsto para el segundo trimestre de 2024.

## Filmografía
| Programa                                        | Años             | Canal           | Papel |
| ----------------------------------------------- | ---------------- | --------------- | --- |
| Futurama                                        | 2000             | Fox             | Artista de diseño de personajes ("¿Por qué debo ser un crustáceo enamorado?")                                                                                               |
| The Last American                               | 2003             | Solo película   | Productor y actor en vivo (como Kev) |
| Shorties Watchin' Shorties                      | 2004             | Comedy Central  | Animador |
| The Venture Bros.                               | 2006             | Adult Swim      | Diseñador de personajes y diseñador de utilería |
| Chowder                                         | 2007–2010        | Cartoon Network | Artista de guiones gráficos (13 episodios), revisionista de guiones gráficos y actor de doblaje invitado (como Crying Viewer)                                               |
| Las maravillosas desventuras de Flapjack        | 2008–2010        | Cartoon Network | Escritor y artista de guiones gráficos (2 episodios) |
| The Ricky Gervais Show                          | 2010–2012        | HBO             | Artista del guion gráfico (1 episodio) |
| Hora de aventura                                | 2010, 2012       | Cartoon Network | Escritor/artista del guion gráfico (1 episodio) y actor de doblaje invitado (como Paper Pete)                                                                               |
| Secret Mountain Fort Awesome                    | 2011–2012        | Cartoon Network | Creador, productor ejecutivo, guionista, dibujante de guiones gráficos y actor de doblaje (como Festro, Dingle, voces adicionales)                                          |
| Tío Grandpa                                     | 2013–2017        | Cartoon Network | Creador, productor ejecutivo, historia, escritor, artista de guiones gráficos, diseñador de personajes adicional y actor de doblaje (como Uncle Grandpa, voces adicionales) |
| Cartoon Network Shorts Department               | 2013             | Cartoon Network | Productor supervisor y actor de doblaje adicional (solo en Mars Safari!, como Atticus)                                                                                      |
| Clarence                                        | 2014, 2017       | Cartoon Network | Productor supervisor (sólo "Pilot Expansion") y actor de doblaje invitado (como Ham the Power Guy, Someone)                                                                 |
| Steven Universe                                 | 2015             | Cartoon Network | Actor de doblaje invitado (como Uncle Grandpa) |
| The Amazing World of Gumball                    | 2016             | Cartoon Network | Actor de doblaje invitado (como Uncle Grandpa) |
| Bob Esponja                                     | 2017, 2019, 2023 | Nickelodeon     | Actor de voz invitado (como The Ice Cream King) |
| OK K.O.! Let's Be Heroes                        | 2018             | Cartoon Network | Actor de doblaje invitado (como Festro, Uncle Grandpa) |
| Looney Tunes Cartoons                           | 2020–2023        | HBO Max         | Creador, desarrollador, productor ejecutivo, director y escritor |
| Tom and Jerry Special Shorts                    | 2021             | HBO Max         | Creador, desarrollador y productor ejecutivo |
| The Day the Earth Blew Up: A Looney Tunes Movie | 2024             | Solo película   | Director y productor ejecutivo |